# Chryse Planitia
Chryse Planitia (Złota Równina) – równina na Marsie, znajdująca się w północnej okolicy okołorównikowej, w pobliżu wyżyny Tharsis. Ma kształt zbliżony do koła o średnicy 1600 km. Powierzchnia równiny znajduje się średnio 3,8 km poniżej umownego poziomu zerowego. Przypuszcza się, iż Chryse, podobnie jak Hellas i Argyre, jest kraterem pouderzeniowym. 

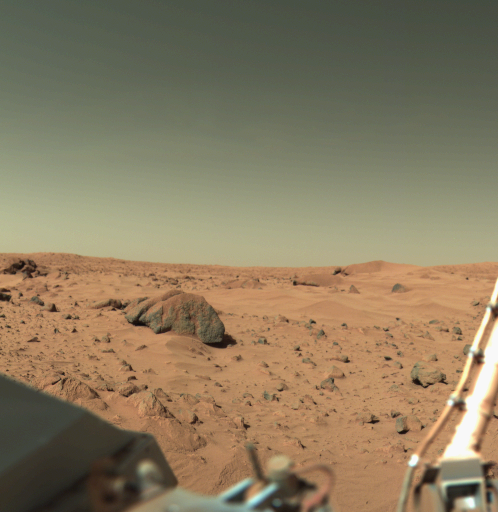
Pustynny krajobraz Chryse Planitia, zdjęcie z lądownika Viking 1

Na powierzchni Chryse stwierdzono występowanie śladów erozji wodnej. Obniżenie jest również zlewiskiem dla wielu rzek drenujących z południa, z Valles Marineris oraz z obrzeży Tharsis. Przypuszcza się, że w rejon Chryse był zbiornikiem wodnym w okresie hesperyjskiem i wczesnym amazońskim. Wniosek ten wysunięto na podstawie analizy ujść rzek, które znajdując się na jednej wysokości, sugerują istnienie dawnej linii brzegowej. Basen Chryse otwiera się na północ, tak więc jeżeli został wypełniony wodą, to stanowił dużą zatokę oceanu położonego w północnych rejonach okołobiegunowych.
Lądownik Viking 1 wylądował w regionie Chryse Planitia. Miejsce lądowania znajdowało się daleko od ujść rzecznych i zdjęcia wykonane przez próbnik nie wykazały struktur napływowych i osadowych. Mars Pathfinder, w kolejnej misji NASA osiadł w okolicach Ares Vallis w pobliżu ujścia rzeki do Chryse.
Decyzją Międzynarodowej Unii Astronomicznej nadana w 1973 roku nazwa tego obszaru pochodzi od nimfy Chryse w mitologii greckiej.